# Konstadinos Filippidis
Konstadinos Filippidis (Atenas, Grecia, 26 de noviembre de 1986) es un atleta griego especializado en la prueba de salto con pértiga, en la que consiguió ser campeón mundial en pista cubierta en 2014.

## Carrera deportiva
En el Campeonato Mundial de Atletismo en Pista Cubierta de 2014 ganó la medalla de oro en el salto con pértiga, con un salto por encima de 5.80 metros, por delante del alemán Malte Mohr (plata también con 5.80 metro pero en más intentos) y el checo Jan Kudlička (bronce también con 5.80 metros).